# Xosaia waltonae
Xosaia waltonae är en kackerlacksart som beskrevs av Karlis Princis 1963. Xosaia waltonae ingår i släktet Xosaia och familjen småkackerlackor. Inga underarter finns listade i Catalogue of Life.